# Bahne
Bahne (egentlig Bahne Sørensen A/S) er en dansk kapitalkæde med 22 butikker der sælger modetøj og accessories, brugskunst samt mindre hvidevarer. Virksomheden tager sin begyndelse i 1965, da ægteparret Jørgen og Ellen Bahne Sørensen åbnede deres første forretning i Slagelse. Bahne importerer selv og videresælger også til andre butikker.
Fra 1971 og frem til 2006 foregik der et samarbejde med Poul Sinnerup, der efterfølgende valgte at ændre navnet på sine butikker, som herefter hedder Sinnerup.

## Butikker
| Region             | Antal | By                                                                                                  |
| ------------------ | ----- | --------------------------------------------------------------------------------------------------- |
| Region Hovedstaden | 7     | København (Field's, Amager Centret, Fisketorvet, Lyngby, Frederiksberg Centret, Hellerup, Østerbro) |
| Region Sjælland    | 6     | Holbæk, Kalundborg, Næstved, Roskilde, Slagelse, City 2                                             |
| Region Syddanmark  | 4     | Esbjerg, Vejle, Sønderborg, Odense                                                                  |
| Region Midtjylland | 2     | Horsens, Århus                                                                                      |
| Region Nordjylland | 3     | Hjørring, Aalborg (Friis, Shoppen)                                                                  |

## Fodnoter
1. ↑  Bahne Sørensen A/S. eStatistik.dk. Hentet 15. januar 2022.